# Rembrücken
Rembrücken ist ein Stadtteil der Stadt Heusenstamm im südhessischen Landkreis Offenbach.

## Geographische Lage
Rembrücken liegt auf einer Höhe von 126 m über NN, neun Kilometer südöstlich von Offenbach am Main.

## Geschichte

### Mittelalter
Im Mittelalter gehörte Rembrücken der Biebermark an, die umliegenden Wälder gehörten zum Wildbann Dreieich. Die älteste erhaltene Erwähnung von Rembrücken als „Rintbrucken“ findet sich in einer Urkunde im Staatsarchiv Würzburg (Mainzer Urkunde Nr. 142a) vom April 1268. Hierin garantiert der Bürger Hartlibus Bunner eine jährlich Spende von Weizenmehl an das Kloster Patershausen. Rembrücken gehörte zur Zent und zum Amt Steinheim, das zunächst den Herren von Hagen-Münzenberg gehörte. Durch die Münzenberger Erbschaft kam es an die Herren von Eppstein. Diese verpfändeten es ab 1371 je zur Hälfte den Grafen von Katzenelnbogen und den Herren von Hanau. 1378 verkaufte Ulrich IV. von Hanau seinen Zehnten in Rembrücken. 1393 gelangte das Pfand insgesamt an die Herren von Cronberg. 1425 verkaufte Gottfried von Eppstein das Amt Steinheim an das Kurfürstentum Mainz.

### Historische Namensformen

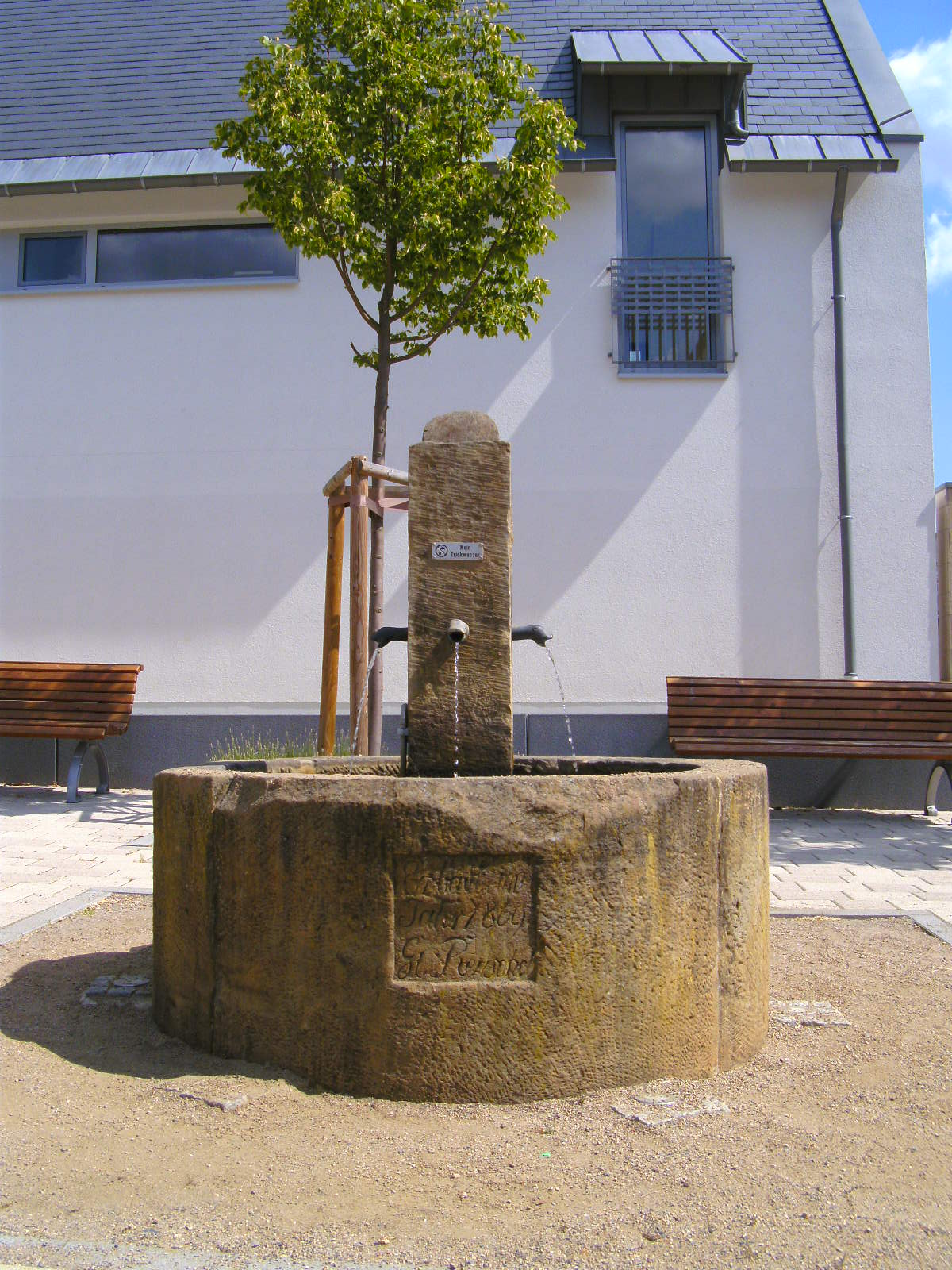
Brunnen am Rembrücker Dorfplatz

In erhaltenen Urkunden wurde Rembrücken unter den folgenden Namen erwähnt (in Klammern das Jahr der Erwähnung):

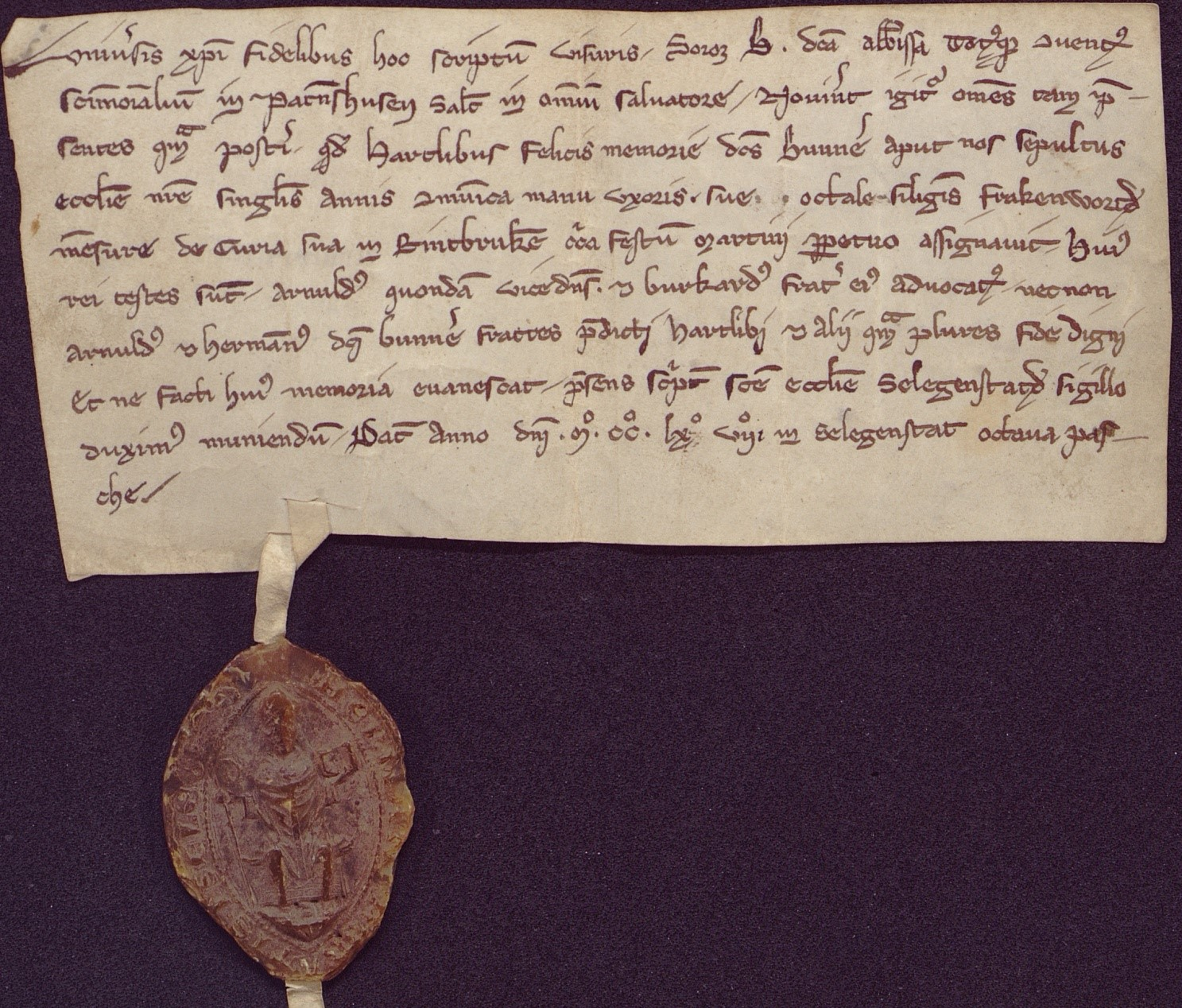
Erste urkundliche Erwähnung Rembrückens („Rintbrucken“) 1268 in der Mainzer Urkunde 142a.

- Rintbrucken (1268)
- Rimpbrrucken (1322)
- Rinthbrucken (1323)
- Rintbrucken (1329)
- Rintbrücken (1371)
- Rintbrugken (1378)
- Rymprocken (1417)
- Rümprucken (1470)
- Rintbrucken (1473)
- Rymbruckenn (1478)
- Rymprucken (1490)
- Rymprocken (1495)
- Rymprücken (1544)
- Rimbrücken (1626)
- Rimprueckhen (1642)
- Remprueckhen (1650)

### Neuzeit
1576 werden als Grundherren in Rembrücken das Kloster Seligenstadt, der Deutsche Orden in Frankfurt-Sachsenhausen, die Klöster Arnsburg und Patershausen und die Herren von Groschlag von Dieburg genannt. Der Zehnte von Rembrücken fiel in dieser Zeit je zur Hälfte an Babenhausen und die Präsenz in Hanau, eine stiftungsähnliche Einrichtung, die auch heute noch besteht, und zum Unterhalt der Marienkirche in Hanau beiträgt.
Die Schweden besetzten 1631 während des Dreißigjährigen Krieges das Dorf Rembrücken und zerstörten es. König Gustav II. Adolf beschlagnahmte das Amt Steinheim als Kriegsbeute und stattete die nachgeborenen Hanauer Grafen Heinrich Ludwig von Hanau-Münzenberg (1609–1632) und Jakob Johann von Hanau-Münzenberg (1612–1636), die mit ihm verbündet waren, damit aus. Da beide Grafen schon bald starben und der Westfälische Friede auf das Normaljahr 1624 abstellte, kam Rembrücken wieder an Kurmainz. Das Dorf wurde daraufhin 1650 in seiner heutigen Lage neu erbaut. 1800 besetzten französische Truppen Rembrücken. Nach der Säkularisation von Kurmainz 1803 kam Rembrücken mit dem Amt Seligenstadt 1803 an die Landgrafschaft Hessen-Darmstadt, ab 1806 „Großherzogtum Hessen“.

### Territoriale Zugehörigkeit
Bis 1821 nahm das Amt Seligenstadt Verwaltung und Rechtsprechung in Rembrücken wahr. Mit der Verwaltungsreform im Großherzogtum Hessen in diesem Jahr wurden auch hier auf unterer Ebene Rechtsprechung und Verwaltung getrennt.
 Für die Verwaltung wurden Landratsbezirke geschaffen, die erstinstanzliche Rechtsprechung Landgerichten übertragen. Der Landratsbezirk Seligenstadt erhielt die Zuständigkeit für die Verwaltung unter anderem für das gleichzeitig aufgelöste Amt Seligenstadt. Durch verschiedene Verwaltungsreformen gehörte Rembrücken dann ab
- 1832 zum Kreis Offenbach,
- 1848 zum Regierungsbezirk Darmstadt und
- 1852 wieder zum Kreis Offenbach. Dieser wurde 1939 in „Landkreis Offenbach“ umbenannt.[4]

Ab 1836 war Rembrücken eine selbständige Gemeinde mit eigenem Bürgermeister und Gemeinderat. 1967 wurde die Hubertussiedlung gebaut. Im Zuge der Gebietsreform wurde Rembrücken am 1. Januar 1977 nach Heusenstamm eingemeindet. 2018 feierte Rembrücken seinen 750. Geburtstag mit einer Festmesse im Beisein von Bischof P. Kohlgraf, bei der die Rembrücker Messe uraufgeführt wurde. Höhepunkt der Feiern war im Juli die Eröffnung des Kultursommers Südhessen in Rembrücken, gefolgt von einer Reihe von  Veranstaltungen. An zentraler Stelle im Ort wurde ein Denkmal errichtet, das an das Jubiläum erinnert.

### Gerichtliche Zuständigkeit
Bei der Reform 1821 übernahm das Landgericht Steinheim die erstinstanzliche Rechtsprechung in Rembrücken, die zuvor das Amt wahrgenommenen hatte. Der Sitz des Gerichts wurde zum 1. Juli 1835 nach Seligenstadt verlegt und die Bezeichnung in „Landgericht Seligenstadt“ geändert. Mit dem Gerichtsverfassungsgesetz von 1877 wurden Organisation und Bezeichnungen der Gerichte reichsweit vereinheitlicht. Zum 1. Oktober 1879 hob das Großherzogtum Hessen deshalb die Landgerichte auf. Funktional ersetzt wurden sie durch Amtsgerichte. So ersetzte das Amtsgericht Seligenstadt das Landgericht Seligenstadt.

### Einwohnerentwicklung
Quelle: Historisches Ortslexikon
- 1576: 17 Familien
- 1681: 56 Einwohner in 13 Familien
- 1961: 69 evangelische (= 13,32 %), 440 katholische (= 84,94 %) Einwohner

| Rembrücken: Einwohnerzahlen von 1681 bis 1970 | Rembrücken: Einwohnerzahlen von 1681 bis 1970 | Rembrücken: Einwohnerzahlen von 1681 bis 1970 | Rembrücken: Einwohnerzahlen von 1681 bis 1970 | Rembrücken: Einwohnerzahlen von 1681 bis 1970 |
| --- | --------------------------------------------- | --------------------------------------------- | --------------------------------------------- | --------------------------------------------- |
| Jahr |                                               |                                               |                                               | Einwohner                                     |
| 1681 | 1681                                          |                                               | 56                                            | 56                                            |
| 1829 | 1829                                          |                                               | 170                                           | 170                                           |
| 1834 | 1834                                          |                                               | 186                                           | 186                                           |
| 1840 | 1840                                          |                                               | 198                                           | 198                                           |
| 1846 | 1846                                          |                                               | 199                                           | 199                                           |
| 1852 | 1852                                          |                                               | 208                                           | 208                                           |
| 1858 | 1858                                          |                                               | 210                                           | 210                                           |
| 1864 | 1864                                          |                                               | 200                                           | 200                                           |
| 1871 | 1871                                          |                                               | 200                                           | 200                                           |
| 1875 | 1875                                          |                                               | 186                                           | 186                                           |
| 1885 | 1885                                          |                                               | 204                                           | 204                                           |
| 1895 | 1895                                          |                                               | 251                                           | 251                                           |
| 1905 | 1905                                          |                                               | 238                                           | 238                                           |
| 1910 | 1910                                          |                                               | 236                                           | 236                                           |
| 1925 | 1925                                          |                                               | 277                                           | 277                                           |
| 1939 | 1939                                          |                                               | 275                                           | 275                                           |
| 1946 | 1946                                          |                                               | 406                                           | 406                                           |
| 1950 | 1950                                          |                                               | 402                                           | 402                                           |
| 1956 | 1956                                          |                                               | 475                                           | 475                                           |
| 1961 | 1961                                          |                                               | 518                                           | 518                                           |
| 1967 | 1967                                          |                                               | 631                                           | 631                                           |
| 1970 | 1970                                          |                                               | 1.331                                         | 1.331                                         |
| Datenquelle: Historisches Gemeindeverzeichnis für Hessen: Die Bevölkerung der Gemeinden 1834 bis 1967. Wiesbaden: Hessisches Statistisches Landesamt, 1968. Weitere Quellen: |                                               |                                               |                                               |                                               |

### Bürgermeister
Von 1800 bis 1837 wurde Rembrücken durch eine gemeinsame Bürgermeisterei in Nachbarort Hainhausen verwaltet und war dort durch einen 1. Beigeordneten vertreten.
Dieses Amt hatten inne:
- 1800–1834 Burkhard Löw
- 1825–1836 Nikolaus Löw

Am 12. April 1837 wurde ein eigener Bürgermeister für Rembrücken gewählt. Bürgermeister waren:
- 1837–1850 Nikolaus Löw
- 1850–1860 Christian Horch
- 1860–1873 Burkhard Löw
- 1873–1910 Andreas Ricker
- 1910–1920 Peter Becker
- 1920–1942 Aug. Chr. Sattler
- 1943–1945 Valentin Sahm
- 1945–1952 Johann Spahn
- 1952–1964 Valentin Subtil
- 1964–1967 Richard Wimmer
- 1968–1976 Adolf Kessler

Am 1. Januar 1977 Eingemeindung nach Heusenstamm; A. Kessler wurde Bürgermeister der vereinten Kommunen.

## Religion

### Kirchengebäude

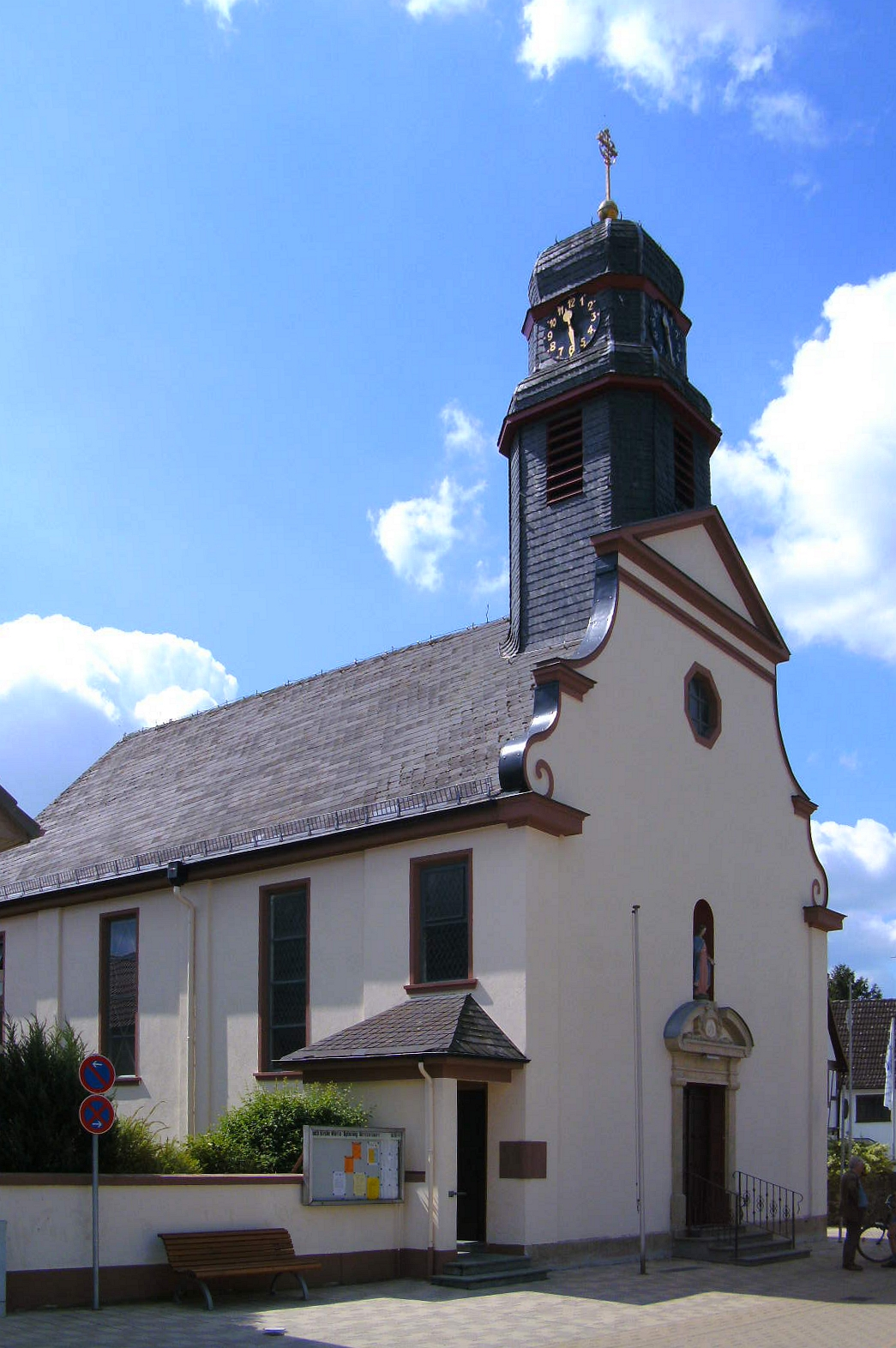
Kath. Kirche Mariä Opferung

Die Kirche von Rembrücken steht unter dem Patrozinium von Maria. In einer Urkunde von 1447 ist belegt, dass das Dorf Rembrücken der Kirche Petrus in vincolis in Weiskirchen zugeordnet war. 1756 konnten die Einwohner für 90 rheinische Gulden eine in Kleinkrotzenburg zum Abriss anstehende Kapelle erwerben und in der Mitte ihres Ortes als erstes eigenes Kirchlein wieder aufbauen. Als Altar erhielt die Gemeinde einen im Steinheimer Schloss ungenutzt gelagerten Steinaltar, der später als „Rembrücker Altar“ in die Kunstgeschichte Eingang fand.

### Rembrücker Altar
Dieser Altar war mit hoher Wahrscheinlichkeit eine Stiftung der Herren von Heusenstamm für die Klosterkirche in Patershausen. Als die Schweden 1630 im Dreißigjährigen Krieg die Region besetzten, brachten sie das Kunstwerk als Kriegsbeute in ihr Hauptquartier im Steinheimer Schloss. Bei ihrer Flucht 1634 ließen sie den Altar zurück; er kam danach in die Kapelle des Schlosses. Als diese Kapelle wegen Baufälligkeit aufgegeben wurde, lagerte man den Altar im Schloss ein, bis er nach Rembrücken abgegeben wurde.

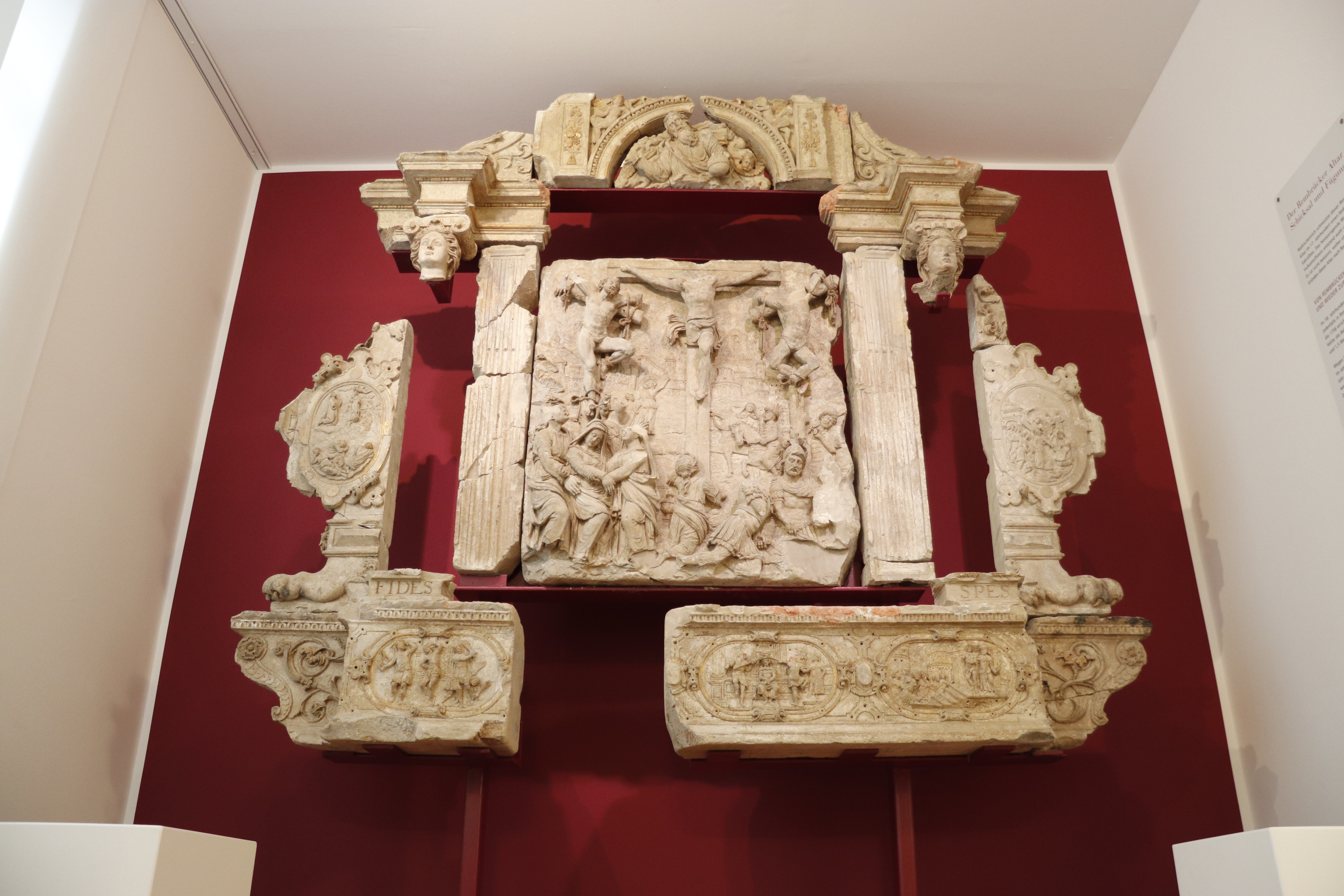
Rembrücker Altar im „Haus der Stadtgeschichte“ in Heusenstamm (2021).

1925 wurde die Kapelle von 1756 abgerissen und durch einen größeren Bau, die heutige Kirche Mariä Opferung, ersetzt. Der Steinaltar wurde nicht mehr verwendet, er kam nach Mainz und wurde in der Domsakristei aufgestellt. 1942 wurde der Altar durch Fliegerbomben  zertrümmert und galt als verschollen. Erst 2008 wurden im Lapidarium, in dem sich heute das Dom- und Diözesanmuseum befindet, des Mainzer Doms über 23 provisorisch beschriftete Teile als Reste des Altars identifiziert, In mühsamer Restaurationsarbeit wurden die Teile zusammengefügt, so dass der kunstvolle Altar im „Haus der Stadtgeschichte“ in Heusenstamm aufgestellt werden konnte.